# Сиренки (Лебединский район)
Сиренки (укр. Сіренки) — село,
Подопригоровский сельский совет,
Лебединский район,
Сумская область,
Украина.
Код КОАТУУ — 5922987314. Население по переписи 2001 года составляло 87 человек .

## Географическое положение
Село Сиренки находится на правом берегу реки Грунь,
выше по течению на расстоянии в 0,5 км расположено село Грицины,
ниже по течению на расстоянии в 2,5 км расположено село Грунь,
на противоположном берегу — село Галушки.
Рядом проходит автомобильная дорога Т-1918.